# Manuel Ezequiel Bruzual (município)
Manuel Ezequiel Bruzual é um municípios da Venezuela localizado no estado de Anzoátegui.
A capital do município é a cidade de Clarines.